# Alphonse Decuyper
Alphonse Decuyper (3 aprile 1877 – 7 giugno 1937) è stato un pallanuotista francese.

## Carriera
Partecipò alle Olimpiadi di Parigi 1900 nelle Libellule de Paris, una delle quattro squadre rappresentante la Francia nel torneo di pallanuoto. La squadra francese passò il primo turno senza disputare l'incontro, a causa del ritiro degli inglesi dell'Osborne Swimming Club #2, ma poi, in semifinale, venne travolta 5-1 dal Brussels Swimming and Water Polo Club, aggiudicandosi il terzo gradino del podio, condiviso con la squadra dei Pupilles de Neptune de Lille #2.

## Palmarès
- Bronzo ai Giochi olimpici di Parigi 1900